# ジャズ・パッセンジャーズ
ジャズ・パッセンジャーズ（The Jazz Passengers）は、1987年にサクソフォーン奏者のロイ・ネイザンソンとトロンボーン奏者のカーティス・フォークスによって結成されたアメリカのジャズ・グループである。
バンドは、ジョン・ルーリーのバンド、ラウンジ・リザーズと共演した後、1987年にネイザンソンとフォークスのパートナーシップから生まれた。他の正規メンバーには、ヴィブラフォン奏者のビル・ウェア、ベーシストのブラッド・ジョーンズ、ドラマーのE・J・ロドリゲスがいる。このグループはしばしばヴァイオリニスト（ロブ・トーマス、ジム・ノレ、または最近ではサム・バードフェルド）をフィーチャーしている。ギタリストのマーク・リボーとデヴィッド・フュージンスキーは、グループ初期の編成で演奏した。おそらく彼らの傑作と呼べるアルバムであり、ハル・ウィルナーがプロデュースした『ジャズ・パッセンジャーズ・イン・ラヴ』（1994年、High Street）は、デボラ・ハリー、ジェフ・バックリー、ジミー・スコット、ボブ・ドロー、メイヴィス・ステイプルズによるボーカルの貢献を特徴としている。ハリーは後にバンドの正規メンバーとなり、『インディヴィジュアリィ・ツイステッド』（エルヴィス・コステロとのデュエットを含む）を含む多くのその後のアルバムに参加した。コステロはハリー不在の別のトラックでも歌っている。近年、パッセンジャーズは完全なアンサンブルとして録音することはめったにないが、個々のバンド・メンバーの最近のサイド・プロジェクトにおいて、パッセンジャーズの多くの仲間たちと同様に歪んだ音楽的感性を特徴とする傾向がある。
2005年、ネイザンソンは世界最古のオブジェクトであるオーストラリアで見つかった44億400万年前のジルコンを記念する作品を作曲した。この作品は、その年の4月にウィスコンシン州マディソンで開催された「ロック・コンサート」でジャズ・パッセンジャーズによって演奏された。

## ディスコグラフィ

### スタジオ・アルバム
- 『ブロークン・ナイト、レッド・ライト』 - Broken Night Red Light (1987年、Les Disques du Crépuscule)
- 『ウィ・ザ・パリジャンズ』 - Deranged and Decomposed (1988年、Les Disques du Crépuscule)
- Implement Yourself (1990年、New World)
- 『プレイン・オールド・ジョー』 - Plain Old Joe (1993年、Knitting Factory)
- 『ジャズ・パッセンジャーズ・イン・ラヴ』 - In Love (1994年、High Street)
- 『インディヴィジュアリィ・ツイステッド』 - Individually Twisted (1996年、32 Records)
- 『リユナイテッド』 - Re-United (2010年、Justin Time)
- 『スティル・ライフ・ウィズ・トラブル』 - Still Life with Trouble (2017年、Thirsty Ear)
- Big Large: In Memory of Curtis Fowlkes (2024年、FOOD)

### ライブ・アルバム
- 『ライヴ・アット・ザ・ニッティング・ファクトリー』 - Live at the Knitting Factory (1991年、Knitting Factory)
- "Live" in Spain (1998年、32 Jazz) ※with デボラ・ハリー
- The Rock Concert (2005年、A Stony Muse Production/Roy Nathanson)
- April 1990 (2015年、Promising Music)